# Canale Volga-Don
Il  canale navigabile Lenin Volga-Don (in russo Волго-Донской судоходный канал имени В. И. Ленина?, Volgo-Donskoj sudochodnyj kanal imeni V. I. Lenina, abbreviato in ВДСК, VDSK), è un canale artificiale che collega i fiumi Volga e Don nel punto in cui i loro corsi si trovano alla minore distanza, lungo 101 km, 45 dei quali costituiti da corsi di piccoli fiumi (loro affluenti) e da bacini artificiali.
Dal momento che collega i bassi corsi dei fiumi Volga e Don, il canale rappresenta la via d'acqua navigabile più diretta che connetta il mar d'Azov (e quindi il mar Nero e Mar Mediterraneo) con il mar Caspio.
Inoltre, il canale è parte integrante del Sistema unificato di idrovie della Russia Europea, che permette di raggiungere tramite navigazione fluviale, oltre ai due bacini sopra citati, anche il mar Bianco (tramite la navigazione sul Volga e il passaggio sulla Suchona, ramo sorgentifero della Dvina Settentrionale) e il mar Baltico (tramite il corso del Volga e il successivo passaggio sul canale di Mosca).

## Storia
L'idea di realizzare un collegamento tra i due fiumi venne formulata per la prima volta in tempi storicamente antichi. I primi scavi furono effettuati dai Turchi ottomani nel 1569, mentre lo zar Pietro il Grande fece un nuovo infruttuoso tentativo di costruire un canale verso la fine del XVII secolo. Anche in seguito furono elaborati numerosi nuovi progetti per unire i due fiumi ma nessuno di essi venne portato a termine.
La costruzione dell'attuale canale Volga-Don, su progetto dell'Istituto Gidroproekt (in russo Институт «Гидропроект»?) diretto da Sergej Žuk (e con la partecipazione dell'ingegnere Nestor Puzyrevskij), iniziò prima dell'apertura del fronte orientale nel corso della seconda guerra mondiale, il che costrinse all'interruzione dei lavori; la realizzazione fu completata successivamente, tra il 1948 e il 1952, e il canale venne aperto alla navigazione il 1º giugno 1952. Il canale e le opere annesse furono costruiti soprattutto grazie all'opera di prigionieri, detenuti in numerosi appositi campi di lavoro. Per il 1952, il numero di forzati impiegati raggiunse i 100.000.
Il canale, insieme al sistema integrato delle vie d'acqua (progettato dal capo-architetto Leonid Poljakov), è rappresentativo di un complesso di strutture dedicate alla memoria delle battaglie per il controllo di Volgograd durante la guerra civile e a quella di Stalingrado nel corso della seconda guerra mondiale. Al completamento e all'apertura del canale venne dedicato anche un poema sinfonico, L'incontro del Volga e del Don, da parte del compositore russo Sergej Prokof'ev.

## Caratteristiche e utilizzo del canale

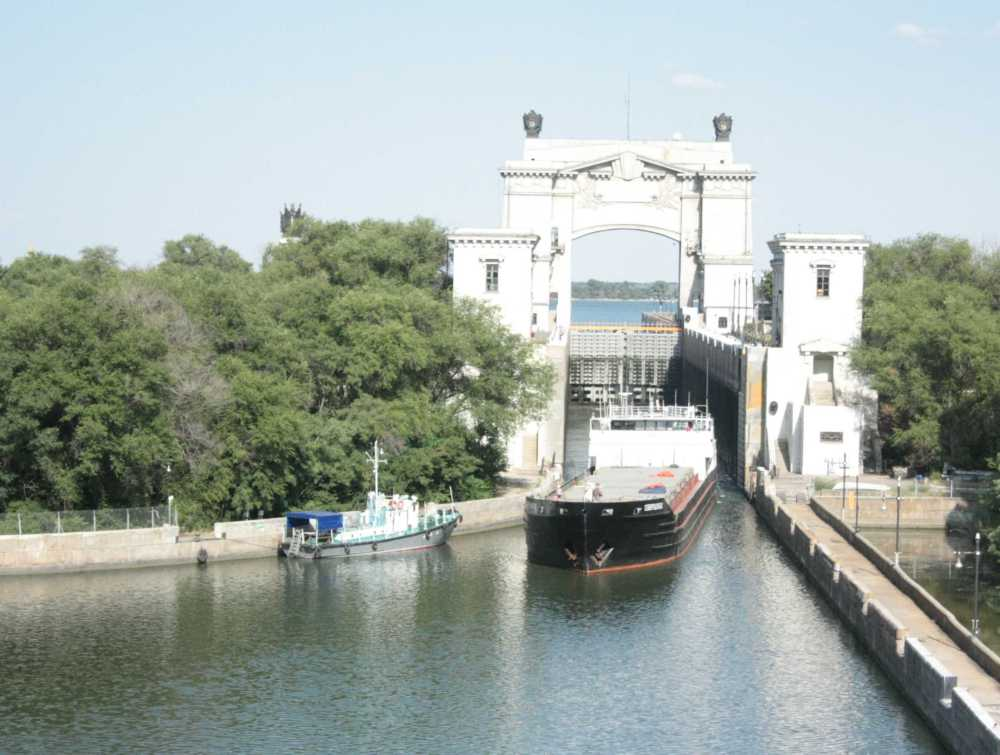
Chiusa nº 13.

Il canale parte dalla chiusa di Sarepta sul Volga (a sud di Volgograd) e termina nel bacino di Cimljansk sul Don, in corrispondenza della cittadina di Kalač-na-Donu (Kalač sul Don). Lungo il canale sono disposte nove chiuse nella valle del Volga che possono alzare le imbarcazioni di 88 metri, e quattro nella valle del Don che possono invece abbassare il livello delle acque di 44 metri. Queste chiuse sono di dimensioni inferiori rispetto a quelle presenti sul Volga, ma permettono comunque il transito di imbarcazioni fino a 5.000 tonnellate di stazza. Le chiuse più piccole sono lunghe 145 metri, larghe 17 e profonde 3,6. Le dimensioni massime delle imbarcazioni che possono transitare sono quindi di 140 metri di lunghezza, 16,6 di larghezza e con un pescaggio di 3,5 (classe Volgo-Don massima).
Il canale Volga-Don è alimentato dalle acque del Don, che vengono immesse grazie a tre potenti stazioni di pompaggio. Tra le merci che vengono generalmente trasportate dalla regione del Don a quella del Volga vi sono il carbone da Donec'k (nel Donbass, in Ucraina), minerali, materiali da costruzione e granaglie. I trasporti in senso inverso includono invece legname, pirite e prodotti derivati dal petrolio. Sul canale transitano anche imbarcazioni che trasportano passeggeri e turisti. Una parte dell'acqua del canale viene usata anche per l'irrigazione dei campi circostanti.
Secondo il Dipartimento della Marina (Morskaja Kollegija) del governo russo, nel 2004 sul canale Volga-Don sono transitate 10,9 milioni di tonnellate di merci. Dati del 2007 riferiscono che complessivamente, nei 55 anni in cui il canale è stato operativo, sia stato percorso da 450.000 imbarcazioni che hanno trasportato 336 milioni di tonnellate di merci.

## Il futuro
Dal 2007 le autorità russe stanno valutando due diverse opzioni per aumentare il volume di merci in transito nell'idrovia che va dal bacino del Caspio a quello del mar Nero. La prima opzione, spesso identificata come "Volga-Don 2" (in russo Волго-Дон-2?), prevede la costruzione di un secondo canale, parallelo al primo, dotato di un sistema di chiuse di dimensioni maggiori, lunghe fino a 300 metri. Tale piano permetterebbe l'incremento della quantità di merci in transito da 16,5 milioni di tonnellate a 30. La seconda opzione, che sembra godere del sostegno del Kazakistan, che sarebbe anche il principale fruitore del canale sul piano commerciale, prevede la realizzazione del cosiddetto "canale Eurasia". Questo canale avrebbe un percorso più meridionale, all'interno della depressione del Kuma-Manyč, che è attualmente solcata dal meno funzionale e profondo canale Kuma-Manyč. Anche se la seconda opzione richiederebbe lo scavo di un canale di lunghezza maggiore rispetto a quella del canale Volga-Don, permetterebbe un collegamento più diretto tra il Caspio e il mar d'Azov; sarebbe anche necessario un minor numero di chiuse, dal momento che la superficie del terreno si trova ad una quota minore di quella della zona in cui scorre il Volga-Don.